# Boissy-aux-Cailles
 Boissy-aux-Cailles  es una comuna y población de Francia, en la región de Isla de Francia, departamento de Sena y Marne, en el distrito de Fontainebleau y cantón de La Chapelle-la-Reine.
Su población en el censo de 1999 era de 271 habitantes.
No está integrada en ninguna Communauté de communes u organismo similar.

## Demografía
| 368 | 371 | 335 | 393 | 405 | 469 | 408 | 437 | 420 | 426 | 402 | 361 | 357 | 361 | 362 | 356 | 379 | 325 | 349 | 358 | 331 | 305 | 314 | 270 | 251 | 241 | 211 | 187 | 160 | 180 | 280 | 271 |
| Para los censos de 1962 a 1999 la población legal corresponde a la población sin duplicidades (Fuente: INSEE [Consultar]) |     |     |     |     |     |     |     |     |     |     |     |     |     |     |     |     |     |     |     |     |     |     |     |     |     |     |     |     |     |     |     |